# Germaine Tailleferre
Marcelle Taillefesse (Saint-Maur-des-Fossés, 1892 - París, 1983), més endavant Germaine Tailleferre, fou una compositora pertanyent al corrent del neoclassicisme musical i formà part del cèlebre Groupe des Six francès. Col·laborà en el ballet col·lectiu Les Mariés de la tour Eiffel (1921) i compongué els ballets Marchands d'oiseaux (1923) i Parisiana (1955).
Estudià al Conservatori de París privadament amb Koechlin i Ravel el seu mentor i amic, que la va animar a acostar-se a l'estil neoclàssic.
Fou membre del Groupe des Six, fundat l'any 1920, amb els quals compartia el rebuig pel Romanticisme i l’entusiasme per la música de Satie. Col·laborà amb el literat Paul Claudel, per al qual escriví la música per a l’oda dramàtica dedicada al científic Marcellin Berthelot, Sous les remparts d’Athènes (1927), i també amb Paul Valéry, autor del text de la cantata de Tailleferre titulada Narcisse (1929).
El 1942 abandonà França i es traslladà amb la seva filla als Estats Units, on romangué fins al 1946. Aquest mateix any tornà al seu país i s'establí prop de Niça. Les dificultats econòmiques l’obligaren a treballar en diverses tasques, com ara professora de música, fins a una edat molt avançada. El seu estil, àgil, enjogassat i sarcàstic, és deutor de Satie. Compongué peces per a piano, música de cambra, orquestral, concerts, música vocal, quatre ballets, diverses òperes, bandes sonores de films i dues comèdies musicals.
Va compondre al voltant de 170 obres, tota la seva vida, fins i tot als 89 anys amb el Concerto de la fidelidad.
Durant molt temps es va considerar que l'obra de Tailleferre es reduïa a una sèrie d'obres per a piano compostes en el període d'entreguerres, però la majoria de les seves obres majors van ser escrites entre 1945 i la seva mort, als noranta-un anys. La seva extensa producció compta amb obres de cambra, dos concerts per a piano, tres estudis per a piano i orquestra, un concert per a violí, el seu destacat Concerto grosso pour deux pianos, huit voix solistes, quatuor de saxophones et orchestre, quatre ballets, quatre òperes, dues operetes, moltes mélodies, i això sense comptar les nombroses obres per a petits conjunts o grans orquestres com l'esplèndid Concerto pour deux guitares et orchestre, recentment recobrat i gravat el 2004 a Alemanya per Chris Bilobram i Christina Altmann.
Fins fa molt poc gran part de la seva obra romania inèdita i només recentment s'ha pogut conèixer àmpliament i començar a situar-la al lloc que es mereix.

## Tailleferre i el "Grup dels Sis"

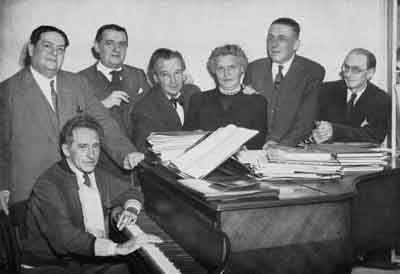
El Grup dels Sis amb Cocteau

L'any 1913 fou un any important per a Tailleferre. A la classe de Contrapunt de Georges Caussade conegué els músics Milhaud, Auric i Honegger. Aquella va ser una dècada en què les principals tendències artístiques es donaren cita a París, per tot arreu fluïen els erudits i els artistes. No li resultà difícil entrar en contacte amb els principals escriptors i pintors, i així, abans de finalitzar la Primera Guerra Mundial, comptava Apollinaire, a Fernand Léger, a Modigliani, Picasso, i, per descomptat, al músic Erik Satie, entre els seus amics.
És el mateix Satie qui en 1917, impressionat per la qualitat de l'obra per a dos pianos "Jeux de plein air", la convidà a reunir-se amb els músics del grup anomenat "Nouveaux Jeunes", també anomenat "de les notes falses". Després d'aquesta integració, el grup donà un primer recital d'obres pròpies en un dels tallers en què els esmentats pintors treballaven, i allà s'estrenaren "Jeux de plein air" i "Sonatine pour quatuor à cordes". El grup "Nouveaux Jeunes", per una simpàtica analogia proposada pel crític Henri Collet amb el grup dels cinc russos, adquirí el nom amb el qual aquests joves compositors signarien les seves activitats següents, "les Six". A més de Tailleferre, l'integraven els següents: Georges Auric, Louis Durey, Arthur Honegger, Darius Milhaud i Francis Poulenc.
"Les Six" va realitzar en realitat molt poques col·laboracions; s'accepta generalment que el grup es dissolgué com a tal en concloure l'obra conjunta Les mariés de la Tour Eiffel, encara que els seus membres van continuar sent amics durant molts anys. Tailleferre va sobreviure 63 anys a la dissolució del grup, ja que va morir en 1983. No obstant això, les característiques musicals de les seves obres es nodreixen directament de l'estètica d'aquest grup.

### L'estil de Tailleferre
Com a característiques del llenguatge musical de Tailleferre així com del Grup dels Sis, és la proliferació de melodies senzilles, la simplificació dels ritmes, l'alliberament de l'harmonia i curioses innovacions en la tècnica d'orquestració. Es tracta d'una música d'audició fàcil, degut entre altres coses a l'ocupació de formes musicals curtes, impregnades d'una estètica que té espai per a l'humor, la ironia i l'austeritat. El lirisme i els excessos sentimentals són tractats amb un cert sarcasme, per observar el qual fa servir una escriptura simple i nua contrastada per ritmes frenètics.
«Una Marie Laurencin per a l'oïda», deia Jean Cocteau de Germaine Tailleferre, l'única dona del cèlebre Groupe des Six. Aquesta expressió pretenia establir una correspondència entre les aquarel·les decoratives de Laurencin i la música de Tailleferre, però no era gaire apropiada. Ingenuïtat, frescor, feminitat, són qualitats que s'associen amb Tailleferre des de la seva arribada al Groupe des Six; però seguint amb el joc de les comparacions, s'hauria d'associar la música de Tailleferrer amb la fauvista Sonia Delaunay més que amb la dolça Laurencin, ja que en una part de la seva obra es troba autèntic vigor, de vegades tenyit, malgrat unes harmonies de gran sensualitat, d'una inesperada austeritat.

## Catàleg d'obres
Els 6 catàlegs d'obres de Tailleferre editats actualment no concorden ni en nombre, ni en títols. El catàleg inclòs al llibre Germaine Tailleferre: la Dame des Six de Georges Hacquard (L'Harmattan, 1997) arriba a incloure obres sense títol de la compositora. La llista que segueix utilitza tres fonts principals:
1. El catàleg d'obres depositades a la Sacem per la mateixa compositora, entre el catàleg informatitzat i el vell catàleg en paper;
2. Obres en què la identificació és fàcil: per exemple les obres editades, les músiques de pel·lícula, de televisió i de radiodifusió, que són fàcilment verificables als arxius de l'INA o de laBNF;
3. El catàleg A Centenary Appraisal del musicòleg Robert Orledge (Muziek & Wetenshap, 1992), amb una descripció completa i rigorosa de tots els manuscrits que ha examinat: localització, nombre de pàgines, format, etc.

| Any     | Obra | Tipus d'obra                         |
| ------- | --- | ------------------------------------ |
| 1909    | Impromptu pour piano. | Música solista (piano)               |
| 1910    | Premières Prouessses, per a piano a quatre mans. | Música solista (piano) (quatre mans) |
| 1910    | Morceau de lecture, per a arpa. | Música solista (arpa)                |
| 1912    | Fantaisie sur un thème de G. Cassade, per a quintet amb piano. | Música de cambra                     |
| 1913    | Romance pour piano. | Música solista (piano)               |
| 1913    | Berceuse, per a violí i piano. | Música de cambra (violí i piano)     |
| 1913-17 | Le Petit Livre de harpe de Mme Tardieu [per a l'arpista Caroline Luigini. | Música solista (arpa)                |
| 1917    | Jeux de plein air, per a dos pianos o orquestra. | Música orquestral                    |
| 1917    | Calme et sans lenteur, per a violí, violoncel i piano. | Música de cambra                     |
| 1917-19 | Quatuor à cordes. | Música de cambra                     |
| 1918    | Image, per a flauta, clavicèmbal, piano i cordes. | Música de cambra                     |
| 1918    | Image, per a piano a quatre mans. | Música solista (piano) (quatre mans) |
| 1919    | Pastorale, per a piano. | Música solista (piano)               |
| 1920    | Très Vite, per a piano. | Música solista (piano)               |
| 1920    | Hommage à Debussy, per a piano. | Música solista (piano)               |
| 1920    | Fandango, per a dos pianos. | Música solista (piano) (dos)         |
| 1920    | Ballade, per a piano i orquestra. | Música orquestral                    |
| 1920    | Morceau simphonique (de l'obra «Ballade»), per a piano i orquestra. | Música orquestral                    |
| 1921    | Les Mariés de la tour Eiffel [Valse des dépêches and Quadrille] (J. Cocteau), obra col·lectiva de Les Six, per a orquestra.                                                            | Ballet                               |
| 1921    | Première Sonate pour violon et piano. | Música de cambra (violí i piano)     |
| 1923    | Concerto no 1 pour piano et orchestre. | Música orquestral                    |
| 1923    | Le Marchand d'Oiseaux (H. Pérdriat) (París, Champs-Elisées, 25 Mai 1923) ballet per a orquestra.                                                                                       | Ballet                               |
| 1924    | Adagio, per a violí i piano. | Música de cambra (violí i piano)     |
| 1925    | Mon Cousin de Caienne, per a petit ensemble. | Música de cambra                     |
| 1925    | Berceuse du petit éléphant, per a veu solista, cor i cor. | Música coral                         |
| 1925    | Ban'da, per a cor i orquestra. | Música coral (orquestra)             |
| 1927    | Concertino pour harpe et orchestre. | Música orquestral                    |
| 1927    | Sous le rempart d'Athènes, per a orquestra. | Música orquestral                    |
| 1928    | Deux Valses, per a dos pianos. | Música solista (piano)               |
| 1928    | Nocturne, per a dos barítons i ensemble. | Música vocal                         |
| 1928    | Pastorale en la b, per a piano. | Música solista (piano)               |
| 1928    | Sicilienne, per a piano. | Música solista (piano)               |
| 1929    | Pastorale en ut, per a piano. | Música solista (piano)               |
| 1929    | Pastorale inca, per a piano. | Música solista (piano)               |
| 1929    | La Nouvelle Cithère, per a dos pianos o orquestra. | Música orquestral                    |
| 1929    | Six Chansons françaises (textos dels segles XV, XVII i XVIII), per a veu i piano. | Música vocal (piano)                 |
| 1929    | Vocalise-étude, per a soprano i piano. | Música vocal (piano)                 |
| 1930    | Fleurs de France, per a piano u orquestra de cordes. | Música orquestral                    |
| 1930    | Ouverture [orig. per a Zoulaina], per a orquestra (rev. 1932). | Música orquestral                    |
| 1931    | Zoulaïna, òpera còmica (segons un text de Charles Hirsch) (no estrenada). | Òpera                                |
| 1933    | Música del documental La croisière jaune (L. Poirier). | Música de documental                 |
| 1934    | Concerto pour deux pianos, chœur, saxophones et orchestre. | Música orquestral                    |
| 1934    | Largo, per a violí i piano. | Música de cambra (violí i piano)     |
| 1934    | La Chasse à l'enfant, per a veu i piano (segons un text de Jacques Prévert). | Música vocal (piano)                 |
| 1934    | La Chanson de l'éléphant, per a veu i piano. | Música vocal (piano)                 |
| 1934    | Deux Sonnets de Lord Byron, per a soprano i piano (segons un text de Lord Byron). | Música vocal (piano)                 |
| 1935    | Chanson de Firmin, per a veu i piano (segons un text de Henri Jeanson). | Música vocal (piano)                 |
| 1935    | Divertissement dans le stile Louis Quinze (música incidental per a orquestra, que inclou instruments barrocs).                                                                         | Música orquestral                    |
| 1935    | Música de la pel·lícula Les Souliers (en col·laboració amb Devred). | Música de pel·lícula                 |
| 1936    | Cadences pour le concerto pour piano no 22 de Mozart. | Música solista (piano)               |
| 1936    | Cadences pour le concerto no 15 pour piano de Haydn. | Música solista (piano)               |
| 1937    | Concerto pour violon et orchestre. | Música orquestral                    |
| 1937    | Le marin du Bolivar (H. Jeanson) (Paris Exhibition, 1937) | Òpera                                |
| 1937    | Au pavillion d'Alsace, per a piano. | Música solista (piano)               |
| 1937    | Música del documental Provincia (M. Cloche). | Música de documental                 |
| 1937    | Música de la pel·lícula Simphonie graphique (M. Cloche). | Música de pel·lícula                 |
| 1937    | Música del documental Sur les routes d'acier (B. Peskine). | Música de documental                 |
| 1937    | Música del documental Terre d'effort et de liberté (M. Cloche). | Música de documental                 |
| 1937    | Música de la pel·lícula Ces dames aux chapeaux verts (M. Cloche). | Música de pel·lícula                 |
| 1938    | Música de la pel·lícula Le Petit Chose (Cloche). | Música de pel·lícula                 |
| 1938    | Cantate de Narcisse, per a baríton, soprano, cor, cordes i timbal. | Música coral                         |
| 1938    | Música del documental Le Jura ou Terre d'effort et de liberté (M. Cloche) | Música de documental                 |
| 1939    | Prélude et fugue, per a orgue, amb trompeta i trombó ad lib.. | Música de cambra                     |
| 1940    | Música del documental Bretagne (J. Epstein). | Música de pel·lícula                 |
| 1941    | Música de la pel·lícula Les Deux Timides (I. Allégret). | Música de pel·lícula                 |
| 1942    | Trois Études pour piano et orchestre. | Música orquestral                    |
| 1942    | Pastorale, per a violí i piano. | Música de cambra (violí i piano)     |
| 1943    | Deux Danses du marin de Bolivar, per a piano. | Música solista (piano)               |
| 1946    | Intermezzo, per a flauta i piano. | Música de cambra (flauta i piano)    |
| 1946    | Intermezzo, per a dos pianos. | Música solista (piano)               |
| 1946    | Música de la pel·lícula Coïncidences (S. Debecque). | Música de pel·lícula                 |
| 1946    | Música de la pel·lícula Torrents (S. de Poligni) (collab. G. Auric). | Música de pel·lícula                 |
| 1946    | Música per a l'obra radiofònica Les Confidences d'un microphone (M. Courmes), per a piano.                                                                                             | Música radiofònica                   |
| 1948    | Paris-Magie, ballet per a orquestra o dos pianos. | Ballet                               |
| 1949    | Paisages de France, suite per a orquestra. | Música orquestral                    |
| 1949    | Quadrille, ballet per a orquestra. | Ballet                               |
| 1949    | Paris sentimental, cicle de sis melodies per a veu i piano (segons un text de Marthe Lacloche).                                                                                        | Música vocal (piano)                 |
| 1950    | Música del documental Ce siècle à 50 ans (N. Védrès). | Música de documental                 |
| 1950    | Música de la pel·lícula Les Marchés du Sud. | Música de pel·lícula                 |
| 1950    | Dolorès (opérette) (París, Opéra-Comique, 1950) | Òpera                                |
| 1950    | Música del documental Impressions: Soleil levant (A. Daumant). | Música de documental                 |
| 1951    | Parfums (Hirsch and J. Bouchor) (Montecarlo, Opéra, 11 April 1951), comèdia musical.                                                                                                   | Òpera                                |
| 1951    | Il était un petit navire, òpera comica (segons un text de Henri Jeanson) (París, Opéra-Comique, 9 de març de 1951).                                                                    | Òpera                                |
| 1951    | Concerto no 2 pour piano et orchestre. | Música orquestral                    |
| 1951(?) | Chant chinois, per a piano. | Música solista (piano)               |
| 1951    | Deuxième Sonate pour violon et piano. | Música de cambra (violí i piano)     |
| 1951    | Il était un petit navire, suite per a dos pianos. | Música solista (piano)               |
| 1951-54 | La Bohème éternelle, música de teatre. | Òpera                                |
| 1952    | Sarabande de La Guirlande de Campra, per a orquestra. | Música orquestral                    |
| 1952    | Concertino pour flûte, piano et orchestre à cordes. | Música orquestral                    |
| 1952    | Seule dans la forêt, per a piano. | Música solista (piano)               |
| 1952    | Dans la clairière, per a piano. | Música solista (piano)               |
| 1952    | Valse pour le funambule, per a piano. | Música solista (piano)               |
| 1952    | La forêt enchantée, per a piano. | Música solista (piano) (nens)        |
| 1952    | Sicilienne, per a flauta i dos pianos. | Música de cambra                     |
| 1952    | Música per a l'obra radiofònica Conférence des animaux. | Música radiofònica                   |
| 1952    | Música de la pel·lícula Le Roi de la Création (M. de Gastine). | Música de pel·lícula                 |
| 1952    | Música de la pel·lícula Caroline au pais natal (M. de Gastine). | Música de pel·lícula                 |
| 1952    | Música de la pel·lícula Caroline au palais (M. de Gastine). | Música de pel·lícula                 |
| 1952-55 | Neuf Chansons du folklore de France, per a veu i piano/petit ensemble (collab. Denise Centore)                                                                                         | Música vocal (piano)                 |
| 1953    | Música de la pel·lícula Caroline fait du cinéma (M. de Gastine). | Música de pel·lícula                 |
| 1953    | Música de la pel·lícula Cher vieux Paris (M. de Gastine). | Música de pel·lícula                 |
| 1953    | Música de la pel·lícula Caroline du Sud (M. de Gastine). | Música de pel·lícula                 |
| 1953?   | Música de la pel·lícula Entre deux guerres. | Música de pel·lícula                 |
| 1953    | Música del documental Gavarni et son temps, música de teledifusió. | Música de documental                 |
| 1953    | Parisiana (Laudes) (Copenhague Òpera, 1953), ballet per a orquestra. | Ballet                               |
| 1953    | Scènes de cirque, per a piano. | Música solista (piano) (nens)        |
| 1953    | Sonate pour harpe. | Música solista (arpa)                |
| 1954    | Fugue pour orchestre. | Música orquestral                    |
| 1954    | Charlie, valse per a piano. | Música solista (piano)               |
| 1954    | Deux Pièces pour piano [ Larghetto, Valse lente]. | Música solista (piano)               |
| 1954    | L'Aigle des rues, suite per a piano. | Música solista (piano)               |
| 1955    | Música per a l'obra radiofònica Ici la voix, per a orquestra. | Música radiofònica                   |
| 1955    | Pages choisies d'hier et d'aujourd'hui, per a piano. | Música solista (piano) (nens)        |
| 1955    | Du stile galant au stile méchant, quatre òperes de butxaca (Le Bel Ambitieux, La Fille d'opéra, Monsieur Petitpois achète un château, La Pauvre Eugénie) (Centore) (RTF, 28 Dec 1955). | Òpera                                |
| 1955    | C'est facile à dire (A. Burgaud), per a veu i piano. | Música vocal (piano)                 |
| 1955    | Déjeuner sur l'herbe, per a veu i piano (segons un text de Claude Marci). | Música vocal (piano)                 |
| 1955    | L'Enfant, per a veu i piano (segons un text de Claude Marci). | Música vocal (piano)                 |
| 1955    | Il avait une barbe noire, per a veu i piano (segons un text de Claude Marci). | Música vocal (piano)                 |
| 1955    | Une rouille à l'arsenic, per a veu i piano (segons un text de Denise Centore). | Música vocal (piano)                 |
| 1955    | La Rue Chagrin (Centore), per a veu i piano. | Música vocal (piano)                 |
| 1956    | Concerto des vaines paroles, per a baríton, piano i orquestra (segons un text de Jean Tardieu).                                                                                        | Música orquestral                    |
| 1956    | Música de la pel·lícula L'Homme, notre ami (M. de Gastine). | Música de pel·lícula                 |
| 1956    | Música de la pel·lícula Le Travail fait par le patron (G. Roze). | Música de pel·lícula                 |
| 1957    | Música de la pel·lícula Les plus Beaux jours (M. de Gastine). | Música de pel·lícula                 |
| 1957    | Música de la pel·lícula Tante Chinoise et les autres, per a flauta sola. | Música de pel·lícula                 |
| 1957    | Música de la pel·lícula Robinson (M. de Gastine) | Música de pel·lícula                 |
| 1957    | Petite Suite pour orchestre. | Música orquestral                    |
| 1957    | La Petite Sirène, opéra (segons un text de Philippe Soupault sur H.C. Andersen) (RTF, 27 Dec 1960).                                                                                    | Òpera                                |
| 1957    | Música per a l'obra radiofònica Adalbert. | Música radiofònica                   |
| 1957    | Música per a l'obra radiofònica Histoires secrètes. | Música radiofònica                   |
| 1957    | Toccata, per a dos pianos. | Música solista (piano)               |
| 1957    | Partita, per a piano. | Música solista (piano)               |
| 1957    | Sonate pour clarinette solo. | Música solista (clarinet)            |
| 1958    | Printemps musical, per a piano. | Música solista (piano) (nens)        |
| 1959    | Música per a l'obra radiofònica Mémoires d'une bergère (P. Jullian) (RTF, 22 Dec 1959).                                                                                                | Música radiofònica                   |
| 1959    | Le Maître, opéra de cambra (segons un text de E. Ionesco) (RTF, 12 Juliol 1960). | Òpera                                |
| 1960    | Música per a la televisió Temps de pose. | Música per a la televisió            |
| 1960    | Música del documental Les Requins sur nos côtes (Bollore). | Música de documental                 |
| 1960    | Música de la pel·lícula La Rentrée des foins (G. Jarlot). | Música de pel·lícula                 |
| 1961    | Música de la pel·lícula Les Grandes Personnes (J. Valère). | Música de pel·lícula                 |
| 1962    | Música per a la televisió Au per adis avec les ânes, música de teledifusió (segons un text Francis Jammes).                                                                            | Música per a la televisió            |
| 1962    | Jardin d'enfants, II, per a piano. | Música solista (piano) (nens)        |
| 1962    | Partita, per a oboè, clarinet, fagot i cordes. | Música orquestral                    |
| 1962    | Pancarte pour une porte d'entrée, ciclo de 12 mélodies, per a veu i piano (segons un text de Robert Pinget).                                                                           | Música vocal (piano)                 |
| 1963    | L'Adieu du cavalier, in memoriam Francis Poulenc, per a veu i piano (segons un text de G. Apollinaire).                                                                                | Música vocal (piano)                 |
| 1964    | Música per a la televisió Sans Merveille (M. Mitrani). | Música per a la televisió            |
| 1964    | Música per a la televisió Évariste Gallois ou L'Éloge des mathématiques (A. Astruc).                                                                                                   | Música per a la televisió            |
| 1964    | Hommage à Rameau, per a dos pianos i quatre percussionistes. | Música instrumental                  |
| 1964    | Sonata alla Scarlatti, per a arpa. | Música solista (arpa)                |
| 1964?   | Concerto pour deux guitares et orchestre. | Música orquestral                    |
| 1966    | Música per a la televisió Anatole (Valère). | Música per a la televisió            |
| 1969    | Angoisse, per a orquestra de cambra (miniatures per a la pel·lícula Anatole, 1966). | Música orquestral                    |
| 1969    | Amertume, per a flauta, oboè, clarinet, cor, arpa i cordes (miniatures per a la pel·lícula Anatole, 1966).                                                                             | Música orquestral                    |
| 1969    | Entonnement, per a oboè, arpa, piano i cordes (miniatures per a la pel·lícula Anatole).                                                                                                | Música orquestral                    |
| 1969    | Música per a la televisió Jacasseries, per a flauta, oboè, clarinet, violonchelo, arpa i cordes (miniatures per a la pel·lícula Anatole).                                              | Música orquestral                    |
| 1970    | Música de la pel·lícula Impressionnisme (per a flauta, dos pianos i contrabaix). | Música de pel·lícula                 |
| 1971    | Premier recital, per a piano. | Música solista (piano) (nens)        |
| 1972    | Barbizon, per a piano. | Música solista (piano)               |
| 1972    | Sonate champêtre, per a oboè, clarinet, fagot i piano. | Música de cambra                     |
| 1972    | Forlane, per a flauta i piano. | Música de cambra (flauta i piano)    |
| 1973    | Sonatine, per a violí i piano. | Música de cambra (violí i piano)     |
| 1973    | Arabesque, per a clarinet i piano. | Música de cambra (clarinet i piano)  |
| 1973    | Choral pour trompette et piano. | Música de cambra (trompeta i piano)  |
| 1973    | Gaillarde, per a trompeta i piano. | Música de cambra (trompeta i piano)  |
| 1973    | Rondo, per a oboè i piano. | Música de cambra (oboè i piano)      |
| 1974-75 | Simphonietta, per a trompeta, timbal i cordes. | Música orquestral                    |
| 1974    | Sonate pour deux pianos. | Música solista (piano)               |
| 1974-75 | Sonate pour piano à quatre mains. | Música solista (piano) (quatre mans) |
| 1975    | Menuet, per a oboè (clarinet o saxo) i piano. | Música de cambra (violí i piano)     |
| 1975    | Allegretto, per a tres clarinets (o trompetes o saxofones) i piano. | Música de cambra                     |
| 1975    | Escarpolète, per a piano. | Música solista (piano)               |
| 1975    | Singeries, per a piano. | Música solista (piano)               |
| 1975    | Rondeau, per a piano | Música solista (piano)               |
| 1975    | Música de la pel·lícula Pièmont des Pirenées françaises. | Música de pel·lícula                 |
| 1975-78 | Trois Sonatines pour piano. | Música solista (piano)               |
| 1975-81 | Douze Enfantines, per a piano. | Música solista (piano)               |
| 1976    | Choral et fugue per a orquestra d'harmonie (orquestració de Paul Wehage). | Música orquestral                    |
| 1976    | Marche per a orquestra d'harmonie (orquestració de Désiré Dondeine). | Música orquestral                    |
| 1976-77 | Sérénade en la mineur, per a quatre vents i piano o clavecí. | Música de cambra                     |
| 1977    | Ave Maria, per a cor. | Música coral                         |
| 1977    | Aube, per a soprano solo, cor i piano. | Música coral (piano)                 |
| 1977    | Trois Chansons de Jean Tardieu, per a veu i piano (segons un text de Jean Tardieu). | Música vocal (piano)                 |
| 1977    | Un Bateau en chocolat, per veu i piano (segons un text de Jean Tardieu). | Música vocal (piano)                 |
| 1977    | Suite divertimento, per a piano o orquestra d'harmonie. | Música orquestral                    |
| 1977    | Nocturne pour orgue. | Música solista (orgue)               |
| 1978    | Trio, per a violí, violonchelo i piano. | Música de cambra                     |
| 1979    | Choral et deux variations, per a vents o quintet de metall. | Música de cambra                     |
| 1979    | Menuet en fa, per a oboè, clarinet, fagot i piano. | Música de cambra                     |
| 1979    | Sarabande, per a dos instruments o piano. | Música de càmara                     |
| 1979    | Choral et variations, per a dos pianos o orquestra. | Música orquestral                    |
| 1980    | Suite burlesque, per a piano a quatre mans. | Música solista (piano) (quatre mans) |
| 1981    | Concerto de la fidelité, per a soprano i orquestra. | Música orquestral                    |
| 1981    | Musique des jours heureux, per a piano. | Música solista                       |
| 1982    | Vingt Leçons de solfège, per a veu i piano. | Música vocal (piano)                 |

## Curiositats
Georges Hacquard va crear en 1977 una associació per a promoure l'obra de la compositora, i que es va dissoldre el 2003.
Durant el funeral de la compositora, el baríton francés Mario Hacquard (a la foto) va cantar el Rèquiem de Fauré, una de les obres preferides de Germaine. Mario i Germaine tenien una relació amistosa molt profunda i cap al final de la seva vida la compositora li va dedicar algunes de les seves obres.
L'any 2008, Mario produí el CD Par les tendres soirs de lune, que retia homenatge a Germaine Tailleferre amb cançons en la seva majoria no enregistrades anteriorment.